# Бонне, Пьер Оссиан
Пьер Оссиан Бонне (фр. Pierre Ossian Bonnet; 22 декабря 1819, Монпелье, Окситания — 22 июня 1892, Париж) — французский математик и педагог. Профессор Парижского университета с 1878 г. Член Парижской Академии наук (1862), член-корреспондент Гёттингенской академии наук (1877).

## Биография
В 1838 году окончил Политехническую школу в Париже, затем — в Парижской Школе мостов и искусств. Получил специальность инженера и математика.
Давал частные уроки и публиковал математические работы, одна из которых в 1849 году принесла ему премию Брюссельской академии наук.
В 1844 году начал заниматься исследованиями в области дифференциальной геометрии и топологии. В том же году стал преподавателем в Политехнической школе. В 1862 году был избран преемником Жана-Батиста Био во Французской академии наук. В том же году сменил Жозефа Лиувилля на посту члена Бюро долгот.
С 1878 года — профессор Парижского университета.

## Научная деятельность
Специалист в области дифференциальной геометрии и топологии.
Основные исследования относятся к математическому анализу и дифференциальной геометрии.
Усовершенствовал и распространил метод Коши решения дифференциальных уравнений с частными производными первого порядка при любом числе переменных. Вывел упрощенные формы логарифмических критериев. Определил кривые постоянной кривизны и ввёл понятие геодезической кривизны.
В 1848 году изучил изотермическую сеть, линии в которой имеют постоянную геодезическую кривизну (сеть Бонне). Доказал в 1865 году теорему о существовании и единственности поверхности с заданными первой и второй квадратичными формами. Ряд его работ посвящён механике упругого тела и аналитической механике.
Именем учёного названа Формула Гаусса — Бонне , которая связывает эйлерову характеристику поверхности с её гауссовой кривизной и геодезической кривизной её границы.
В работах Бонне использовалась специальная система координат, в том числе, изотермические и тангенциальные координаты.
Им также опубликованы работы по картографии, алгебре, рациональной механике и математической физике.